# Mamurras
Mamurras este un oraș din Albania.
1. ↑  GeoNames